# Tufão Kaemi (2006)
O tufão Kaemi (designação internacional: 0605; designação do JTWC: 06W; designação filipina: Glenda) foi um ciclone tropical que afetou as Filipinas e atingiu Taiwan e a China na última semana de Julho de 2006. Sendo o oitavo ciclone tropical, o quinto sistema nomeado e o terceiro tufão da temporada de tufões no Pacífico de 2006, Kaemi formou-se de uma área de distúrbios meteorológicos a sudeste de Guam em 8 de Julho e viajou pelo Oceano Pacífico e Mar da China Oriental por vários dias, finalmente atingindo Taiwan e a China em 24 de Julho.
Kaemi provocou 35 fatalidades e deixou outras 60 desaparecidas, principalmente na China, na mesma região onde a tempestade tropical Bilis havia atingido dias antes.

## História meteorológica

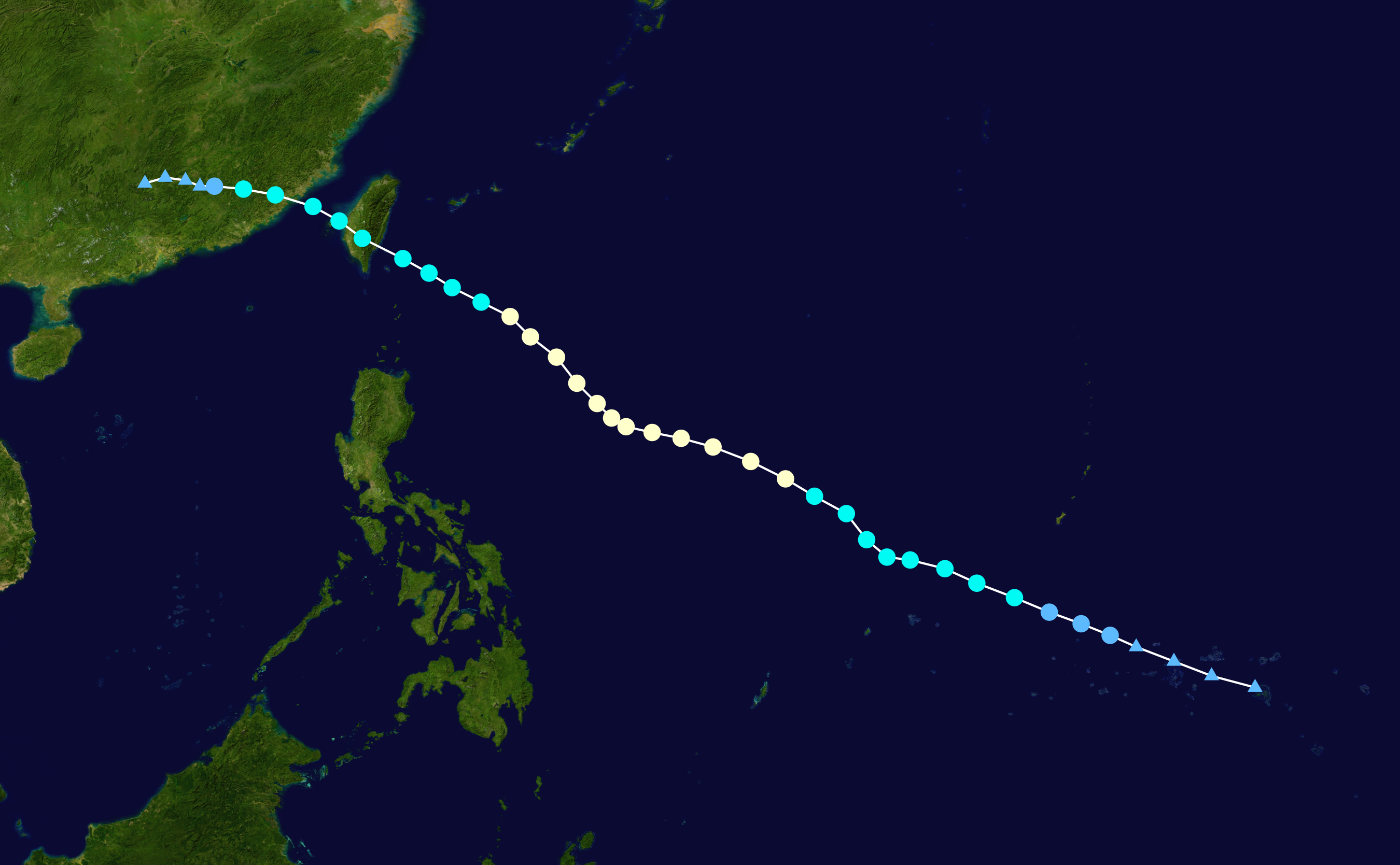
O caminho de Kaemi

O tufão Kaemi formou-se de uma perturbação tropical na parte oriental de um cavado de monção. O Joint Typhoon Warning Center notou a perturbação e começou a monitorar o sistema a partir de 16 de Julho. O sistema, que estava localizado a leste-sudeste de Guam, estava localizado num ambiente com poucos ventos de cisalhamento, com bons fluxos externos de altos níveis. Movendo-se para oeste-noroeste, o sistema continuou a se desenvolver, levando ao JTWC a emitir um alerta de formação de ciclone tropical (AFCT) em 17 de Julho. A Agência Meteorológica do Japão (AMJ) considerou a formação de uma depressão tropical ainda em 17 de Julho. Logo em seguida, no começo da madrugada de 18 de Julho, o JTWC começou a emitir avisos regulares sobre a depressão tropical 06W. A depressão continuou a se intensificar e o JTWC classificou a depressão numa tempestade tropical 18 horas depois, a cerca de 165 nm a sul-sudoeste de Guam. A Agência Meteorológica do Japão (AMJ) também classificou o sistema numa tempestade tropical e lhe atribuiu o nome de Kaemi. O nome Kaemi foi submetido pela Coreia do Sul e significa, em coreano, formiga.
Kaemi continuou a se intensificar assim que seguia para oeste-noroeste, sob a influência de uma alta subtropical a seu nordeste. A AMJ classificou Kaemi numa tempestade tropical severa, enquanto que para o JTWC, Kaemi tornou-se um tufão em 20 de Julho, por volta do meio-dia, enquanto a AMJ considerou Kaemi como tal somente 18 horas depois. Ainda em 21 de Julho, Kaemi adentrou na área de responsabilidade da Administração de Serviços Atmosféricos, Geofísicos e Astronômicos das Filipinas (PAGASA) e foi nomeada pela agência como Glenda. O sistema alcançou o seu pico de intensidade, com ventos máximos sustentados de 165 km/h, segundo o JTWC, por volta das 18:00 UTC de 22 de Julho. Kaemi começou a seguir para noroeste assim que a porção ocidental da alta subtropical dissipou-se.
O tufão começou a se enfraquecer lentamente assim que os ventos de cisalhamento verticais começou gradualmente a se intensificar, deixando o centro da circulação ciclônica a nordeste das principais áreas de convecção. Após enfraquecer-se num tufão mínimo, os ventos de cisalhamento diminuíram e Kaemi voltou a se fortalecer antes de fazer landfall no sul de Taiwan em 24 de Julho. Após passar sobre Taiwan. Kaemi enfraqueceu-se numa tempestade tropical e atingiu a China continental, em Jinjiang, província de Fujian, no dia seguinte. Logo em seguida, o JTWC emitiu seu último aviso sobre Kaemi, enquanto que a AMJ fez o mesmo no dia seguinte.

## Preparativos e impactos
Em 23 de Julho, o governo das Filipinas emitiu um sinal de tempestade nº1 para as províncias ao norte do arquipélago. O comércio, as instituições governamentais e as escolas foram fechadas como forma de prevenção. O tufão provocou chuvas fortes no arquipélago filipino, deixando dezenas de milhares de desabrigados e 3 desaparecidos.
A Agência Meteorológica Central de Taiwan disse à população, em 22 de Julho, a se prevenirem contra a chegada de Kaemi. No dia seguinte, a agência emitiu um aviso de tufão para toda a ilha. No entanto, apesar do tufão ter atingido a ilha diretamente em 24 de Julho, Kaemi provocou apenas danos leves e 4 feridos.
Com a chegada do tufão à China, o governo local retirou 643.000 pessoas de cerca de 40.000 vilarejos em áreas de risco. As chuvas fortes de Kaemi provocaram enchentes e deslizamentos de terra nas províncias de Fujian, Jiangxi e Guangdong, que provocaram a destruição de no mínimo 400 residências. 6 pessoas morreram quando enxurradas atingiram uma base militar.
No total 35 pessoas morreram na região, que tinha sido anteriormente devastada pela tempestade tropical Bilis dias antes. Além disso, o tufão deixou no mínimo outras 60 desaparecidas.